# Witvoorhoofdamazone
De witvoorhoofdamazone (Amazona albifrons) is een amazonepapegaai uit de familie Psittacidae (papegaaien van Afrika en de Nieuwe Wereld).

## Uiterlijk
Witvoorhoofdamazones hebben een lengte van 24 tot 26 centimeter lang. De vogel is overwegend groen van kleur met donkerblauwe veren in de vleugels. De snavel is geel van kleur. Zijn naam heeft deze vogel te danken aan de witte streep die over het voorhoofd loopt, verder heeft deze vogel een rode ring om de ogen en een blauw boven op de kop.

## Voeding
In het wild bestaan het voedsel vooral uit: allerlei zaden, bessen, noten, fruit, maïs, bloesem en bladknoppen.

## Verspreiding en leefgebied
Witvoorhoofdamazones komen in allerlei biotopen voor: bos, open land, savannes, bergachtige landschappen zelfs de woestijn met cactussen.
Deze soort komt voor van Noordwest-Mexico tot Costa Rica en telt drie ondersoorten:
- A. a. saltuensis: noordwestelijk Mexico.
- A. a. albifrons: van westelijk Mexico tot zuidwestelijk Guatemala.
- A. a. nana: van zuidoostelijk Mexico tot noordwestelijk Costa Rica.

## Status
De grootte van de populatie is in 2008 geschat op 0,5-5 miljoen volwassen vogels. Op de Rode lijst van de IUCN heeft deze soort de status niet bedreigd.